# Alice Cooper
Alice Cooper (født Vincent Damon Furnier, 4. februar 1948) er en kendt amerikansk sanger og musiker. Alice Cooper var oprindelig navnet på Vincent Furniers gruppe som blev stiftet i 1966. Han tog bandnavnet som sit eget navn, da han fortsatte som soloartist efter gruppen blev opløst i 1975. Han kaldes for grundlæggeren af sang- og showtypen »Shock Rock« på grund af hans horroragtige teatershow på koncertscenen. Alice Cooper er udseendemæssigt kendt som manden med langt mørkt hår, påsminkede ringe rundt om øjnene, en boaslange rundt om halsen og en pisk eller stav i hånden.
I 2015 dannede han supergruppen Hollywood Vampires med Johnny Depp og Joe Perry.

## Historie
Bandet Alice Cooper blev dannet i Phoenix, Arizona i USA i midten af 1960'erne. Det bestod af Vincent Damon Furnier som vokalist, Glen Buxton på førsteguitar, Michael Bruce på andenguitar og tangent, Neal Smith på percussion og Dennis Dunaway på basguitar. De kaldte sig for The Earwigs, og var alle skolekammerater. Bandet skiftede i 1965 navn til The Spiders og senere The Nazz. I 1968 gik de over til at kalde sig Alice Cooper, fordi det viste sig, at et andet band allerede havde navnet The Nazz. Navnet Alice Cooper stammede fra en spirituel forbindelse gruppen havde fået vha.Ouija. Andre grupper har senere hen fundet deres navn på lignende måde, fx bandet Lizzy Borden. Lizzy Borden nævnes i øvrigt i Alice Cooper-sangen »We're all Crazy« fra 1978.

### De første år
Bandet startede med at spille garagerock og optræde ved mindre arrangementer rundt omkring i hjembyen. De rejste sammen til Los Angeles i 1968, hvor de ville prøve lykken for at få et musikalsk gennembrud. Efter at have levet et økonomisk dårligt liv i noget tid mødte de Frank Zappa, dér vendte bandets situation. Bandet blev gradvist kendt for sine koncerter, men ikke for at spille god musik, de fleste kunne decideret ikke lide musikken, og der gik sport i at møde op til en Alice Cooper-koncert for at forlade den igen efter en sang eller to. Med hjælp fra Frank Zappa fik gruppen en pladekontrakt med Straight Records i 1969, og de indspillede albummet Pretties For You. Dette var et svært eksperimentelt rockalbum som ikke svarede til datidens musikalske ideologi og succesen var ikke stor. Kort etter udgivelsen spillede bandet på Toronto Peace Festival sammen med blandt andre Yoko Ono, John Lennon og The Doors. Under koncerten blev en kylling kastet op på scenen. Cooper troede (efter eget udsagn) ikke at den ikke var ægte, og kastede den tilbage med det resultat at blodet sprøjtede ud til alle sider, episoden udviklede sig til rygter om, at Furnier bed hoveder af kyllinger på scenen. Koncerten er udgivet i mere end 50 forskellige udgaver, hvoraf ingen er godkendt af bandet. Opfølgerpladen Easy Action fra 1970 gav heller ikke gruppen stor succes. Bandet var ved at gå konkurs, så fremtiden så ikke lys ud for Phoenix-drengene.

### Starten af 70'erne
I 1970 flyttede gruppen til Detroit (USA's største scene for hård rock på den tid). Der mødte de Bob Ezrin, der ønskede at give bandet en chance, og mente de havde potentiale til at blive et stort navn. Bandet underskrev året efter en kontrakt med Warner Bros, og sammen med Jack Richardson producerede Bob Ezrin bandets tredje studiealbum, Love it to Death. Ezrins arbejde bar frugt, og pladen blev et af tidens store hardrockalbum. Alice Cooper fik sit første placering på hitlisterne i USA med en sang ved navn I'm Eighteen og derefter gik stærkt med succesen. Senere samme år udgav de Killer, og for første gang brugte de strygeinstrumenter i deres musik. Albummet gav gruppen stor kommerciel succes og sangen Under My Wheels gik ind på hitlisterne både i USA udlandet. Flere andre sange fra albummet bliver også i dag set som Alice Cooper-klassikere.

### Bandets klimaks og død
Bandet gik i studiet igen i 1972 og indspillede albummet School's Out. Et album der skulle blive husket i generationer, og forhadt af datidens forældre. Bandet havde lagt en bautasten som symbol på akademisk anarki. Titelmelodien gik ind på førstepladsen på UK Singles Chart, og på andenpladsen på den amerikanske hitliste. Singlen solgte i over en million kopier.
Alice Cooper tjente mange penge på den pludselige succes. De brugte bl.a. populariteten til at udtrykke meninger om kapitalismen, det gælder især albummet Billion Dollar Babies fra 1973. Singlen No More Mr. Nice Guy klarede sig også godt på hitlisterne, og selve albummet blev gruppens bedstsælgende nogensinde. Samme år stillede Vincent selv op som kandidat til præsidentvalget, og markedsførte sig bl.a. med at kaste rundt med dollarsedler i musikvideoen Elected. Succesen skulle dog vise sig at være kortvarig, og senere samme år blev albummet Muscle of Love modtaget med med væsentlig lavere begejstring. I dag er albummet populært blandt mange fans, men fiaskoen dengang gjorde, at bandet besluttede at udgive et opsamlingsalbum, Alice Cooper's Greatest Hits, for at lægge Muscle of Love-fiaskoen bag sig. Succesen kom dog ikke tilbage og i 1974 blev bandet opløst. Vincent Furnier satsede på en solokarriere under navnet Alice Cooper, mens de resterende medlemmer startede bandet Billion Dollar Babies. Det nye band fik dog ingen succes. Glen Buxton døde den 18. oktober 1997 af lungebetændelse.

### Solokarriere
Selv om de andre medlemmer ikke fik nogen stor karriere, gjorde Furnier. Han tog bandnavnet som sit eget kunstnernavn, og startede et samarbejde med musikerkollegerne Dick Wagner og Steve Hunter. Resultatet blev et debutsoloalbum i 1974, som fik stor international succes. Welcome to my Nightmare røg hurtigt op af hitlisterne, og sange som Only Women Bleed og Cold Ethyl gjorde sig bemærkede. Samtidig kom Alice Cooper ind i et stort alkoholproblem, og han hævdede selv at han drak flere kasser Budweiser daglig. Goes to Hell fra 1976 gjorde det også godt på hitlisterne med hitsanger som Go to Hell og I Never Cry, men efter dette gik det ned af bakke. To album, henholdsvis Lace and Whiskey, med hittet You And Me, og From The Inside udkom fra Cooper i slutningen af 1970'erne. Sidstnævnte album var delvist skrevet mens Alice Cooper var indlagt på et mentalsygehus på grund af sine problemer. På pladen fandtes bl.a. sangen "How You Gonna' See Me Now", der var skrevet til Coopers kone. I 1978 lavede han sammen med blandt andre Bee Gees og Peter Frampton en genindspilning af Beatles' Sgt. Pepper's Lonely Hearts Club Band.

### De vanskelige år
Efter at være kommet sig, gik Alice Cooper på ny i studiet i 1980, denne gange under en ny profil. Han havde lagt fra chokrock-alteregoet fra sig og stod frem i ny, korthåret, personlig figur. Med albummet Flush the Fashion som udkom samme år, kastede han sig på punkbølgen uden at blive lagt særlig mærke til. Hverken albummerne Special Forces fra 1981, Zipper Catches Skin fra 1982 eller DaDa fra 1983 resulterede i et comeback for Coop, selvom sidstnævnte album faktisk er blandt et af de mere anerkendte studiealbum fra kunstneren.[kilde mangler] I nyere interviews har Alice udtalt, at han ikke husker noget som helst fra den perioden. Hvis han hører på sangene i dag, kan han ikke genkende dem.[kilde mangler] Alice var nær døden på begyndelsen af 1980'erne på grund af et stadig øget misbrug af alkohol, og holdt på at for anden gang i sit liv. Første gang var som lille dreng, da han blev ramt af en mystisk og ukendt sygdom som gjorde ham underernæret. Men med god hjælp fra kone og familie, klarede han også denne gange at komme til hægterne igen. I 1986 bragte han atter sit alterego frem igen, men denne gang i ny profil. Siden albummet Constrictor udkom i 1986, har Cooper nemlig fremstået som afholdsmand og lovlydig, kristen, amerikansk statsborger. Han lavede tre sanger til filmen Fredag den 13. - del VI, men to af dem blev ændret, fordi instruktøren følte de var for hårde. Den tredje sang, som blev taget med i sin fulde og hele version, hed "He's Back (The Man Behind the Mask)", og blev Alices største hitsingle i mange år. I 1987 fulgte albummet Raise Your Fist and Yell, der var meget heavy metal-præget.

### Det store comeback
I 1989 fik verden et bragende gensyn med Alice Cooper, da han udsendte albummet Trash og hitsinglen "Poison". Sangen blev et stort hit i mange lande, og bragte atter Cooper tilbage på hitlisterne. Herefter fortsatte han med albummene Hey Stoopid i 1991 og The Last Temptation i 1994. Alkoholproblemerne var borte, og han profilerede sig blandt andet som aktiv golfspiller i fritiden. Han tog også på flere verdensturneer, men herefter blev der stille i flere år frem til 2000. Cooper udsendte flere albums, der dog ikke rigtigt blev en succes. Han har fået en stjerne på Hollywood Walk of Fame.
I 2015 dannede han supergruppen Hollywood Vampires med Johnny Depp og Joe Perry, der spiller rockmusik fra 1970, og hylder rockstjerner fra perioden, som døde af overdosis. De udsendte deres selvbetitlede debutalbum i september samme år.

## Trivia
- Alice Cooper optrådte på WWFs (WWE) WrestleMania III hvor han fulgte wrestleren Jake «The Snake» Roberts til ringen.
- Alice Cooper er en habil golfspiller med 5 i handicap.

## Diskografi

### Studiealbum som band
- 1969 – Pretties For You
- 1970 – Easy Action
- 1971 – Love it to Death
- 1971 – Killer
- 1972 – School's Out
- 1973 – Billion Dollar Babies
- 1973 – Muscle of Love

### Studiealbum som soloartist
- 1975 – Welcome to My Nightmare
- 1976 – Goes to Hell
- 1977 – Lace and Whiskey
- 1978 – From the Inside
- 1980 – Flush the Fashion
- 1981 – Special Forces
- 1982 – Zipper Catches Skin
- 1983 – DaDa
- 1986 – Constrictor
- 1987 – Raise Your Fist and Yell
- 1989 – Trash
- 1991 – Hey Stoopid
- 1994 – The Last Temptation
- 2000 – Brutal Planet
- 2001 – Dragontown
- 2003 – The Eyes of Alice Cooper
- 2005 – Dirty Diamonds
- 2008 – Along Came A Spider
- 2011 – Welcome 2 My Nightmare
- 2017 – Paranormal
- 2021 – Detroit Stories
- 2023 – Road

### Livealbum
- 1977 – Mascara and Monsters: The Best of Alice Cooper
- 1991 – Live at the Whisky A Go Go
- 1997 – A Fistful of Alice
- 2001 – Billion Dollar Babies (Deluxe Edition) (Genudgivelse/Livealbum)
- 2003 – Brutally Live
- 2005 – Live at Cabo Wabo '96
- 2006 – Live At Montreux 2005

### Opsamlingsalbum
- 1973 – School Days: The Early Recordings
- 1974 – Alice Cooper's Greatest Hits
- 1985 – To Hell and Back: Alice Cooper's Greatest Hits
- 1989 – Prince of Darkness
- 1989 – The Beast of Alice Cooper
- 1995 – Classicks
- 1998 – Freedom for Frankenstein: Hits & Pieces 1984-1991
- 1997 – A Nice Nightmare
- 1999 – Super Hits
- 1999 – The Life and Crimes of Alice Cooper
- 2001 – Mascara and Monsters: The Best of Alice Cooper
- 2001 – The Definitive Alice Cooper
- 2002 – The Essentials: Alice Cooper
- 2002 – Hell is
- 2003 – He's Back
- 2003 – Poison
- 2004 – School's Out and Other Hits
- 2005 – Collections
- 2007 – Pick Up the Bones
- 2009 – Poison: The Best of Alice Cooper